# 福寿院 (足立区花畑)
福寿院（ふくじゅいん）は、東京都足立区にある真言宗豊山派の寺院。

## 歴史
創建年代は不明である。ただ「正保元年（1644年）」の銘が入った石碑があることから、少なくとも江戸時代初期には存在していたものと推測される。
当院は花畑大鷲神社の獅子舞行事に関わっている。昔、洪水があったときに、獅子舞道具一式が流れ着き、当院に納められた。後にこの獅子舞道具を使って、大鷲神社に獅子舞を奉納したのが、行事の起源である。毎年海の日の前日（かつては7月第3日曜日）に行われる。

## 交通アクセス
- 谷塚駅より徒歩24分（経路案内）。